# Unterseeboot 518
Le Unterseeboot 518 (ou U-518) est un sous-marin allemand utilisé par la Kriegsmarine pendant la Seconde Guerre mondiale.

## Historique
Après avoir reçu sa formation de base à Stettin dans la 4. Unterseebootsflottille jusqu'au 30 septembre 1942, il rejoint sa flottille de combat à Lorient, dans la 2. Unterseebootsflottille.

Avec l'avancée des Alliés et le risque de capture consécutif aux prises des bases sous-marines allemandes en France, il est affecté, à partir du 1er novembre 1944 à la 33. Unterseebootsflottille à Flensbourg.
L'U-518 est coulé le 24 avril 1945 dans l'Atlantique nord au nord-ouest des Açores à la position géographique de 43° 26′ N, 38° 23′ O par des charges de profondeur lancées des destroyers d'escorte américains USS Carter et USS Neal A. Scott.

L'attaque causa la mort des 56 membres de l'équipage. Il avait été attaqué précédemment à cinq reprises.

## Affectations successives
- 4. Unterseebootsflottille du 25 avril 1942 au 30 septembre 1942
- 2. Unterseebootsflottille du 1er octobre 1942 au 31 octobre 1942
- 33. Unterseebootsflottille du 1er novembre 1944 au 22 avril 1945

## Commandement
- Fregattenkapitän Hans-Günther Brachmann du 25 avril 1942 au 18 août 1942
- Korvettenkapitän Friedrich-Wilhelm Wissmann  du 19 août 1942 au 13 janvier 1944
- Oberleutnant Hans-Werner Offermann du 13 janvier 1944 au 22 avril 1945

## Navires coulés
L'U-518 a coulé 9 navires et endommagé 3 autres au cours de sa carrière et de ses 7 patrouilles. Les 9 navires coulés étaient des cargos totalisant 55 747 tonneaux, et les 3 navires endommagés, aussi des cargos, totalisaient 22 616 tonneaux.
Le SS Rosecastle et le PLM 27 ont été coulés par le U-518 le 2 novembre 1942 avec la perte de 69 vies

## Sources
- (en) Cet article est partiellement ou en totalité issu de l’article de Wikipédia en anglais intitulé « German submarine U-518 » (voir la liste des auteurs).